# Le Cochet (massif de la Vanoise)
Pour les articles homonymes, voir Le Cochet (massif du Jura) et Cochet.
Le Cochet est un sommet de France situé en Savoie, dans le massif de la Vanoise.

## Géographie
Situé sous la pointe de la Fenêtre dont il est séparé par le col de la Fenêtre, à l'extrémité septentrionale de l'arête descendant de la pointe de la Masse, il domine le village de Saint-Martin-de-Belleville dans la commune des Belleville au nord-est. Ses falaises présentes sur ses faces orientales, septentrionales et occidentales équipées d'une via ferrata culminent à 2 098 mètres d'altitude. Une table d'orientation à la croix des Prisonniers à 2 024 mètres d'altitude offre un panorama sur la vallée des Belleville.
La montagne composée de quartzites du Trias est un dos de baleine formé de roches moutonnées à son sommet et d'abrupts d'arrachement de grandes dimensions qui constituent ses falaises. Ce relief est formé par le glacier qui descendait la vallée des Belleville au cours des différentes glaciations. À ses pieds à l'ouest passe la faille de la Fenêtre, en partie masquée par une couverture d'éboulis quaternaires post-glaciaires,.

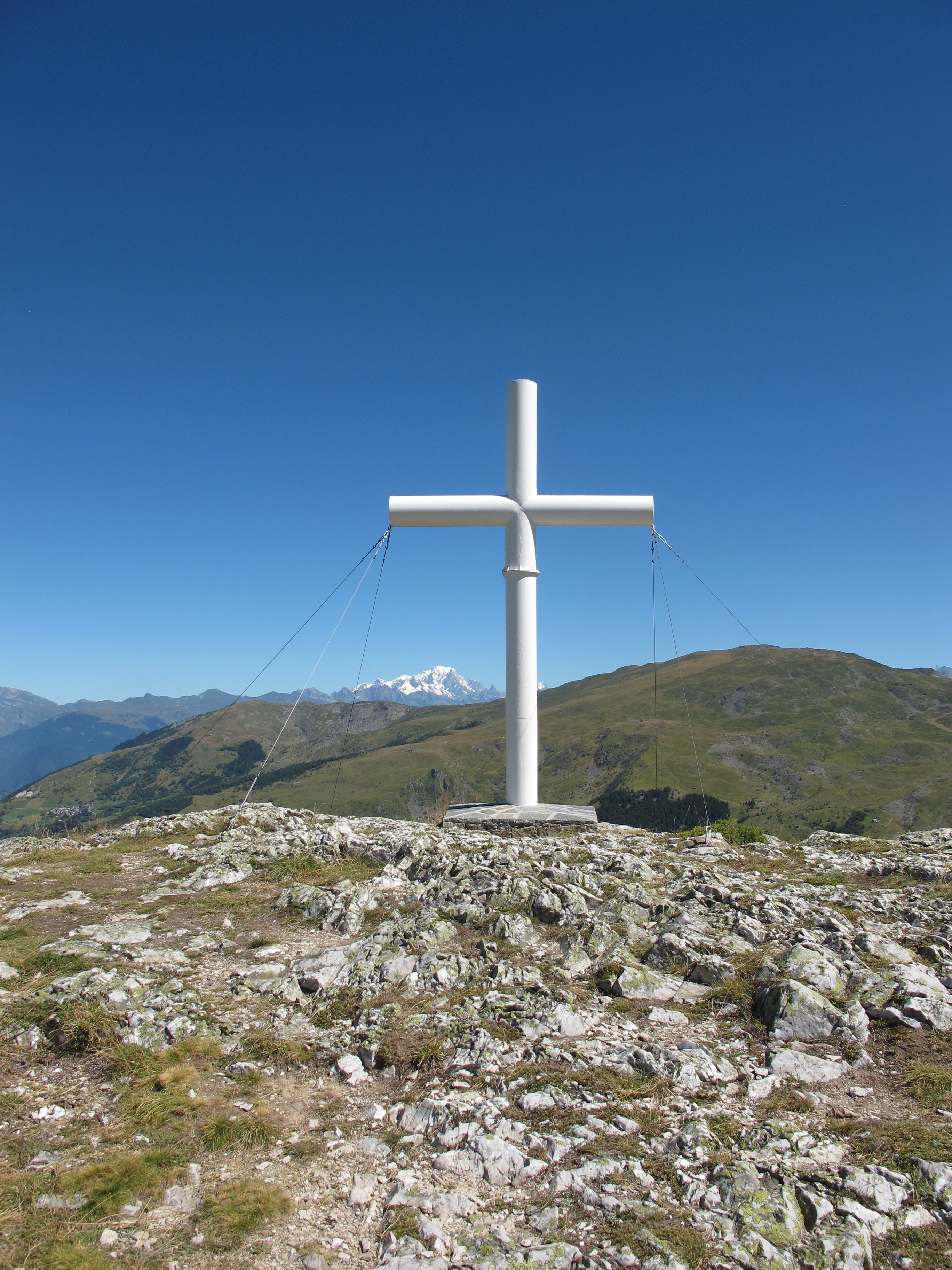
La croix des prisonniers sur le Cochet avec le mont Blanc dans le lointain.